# Alphons von Stockum-Sternfels

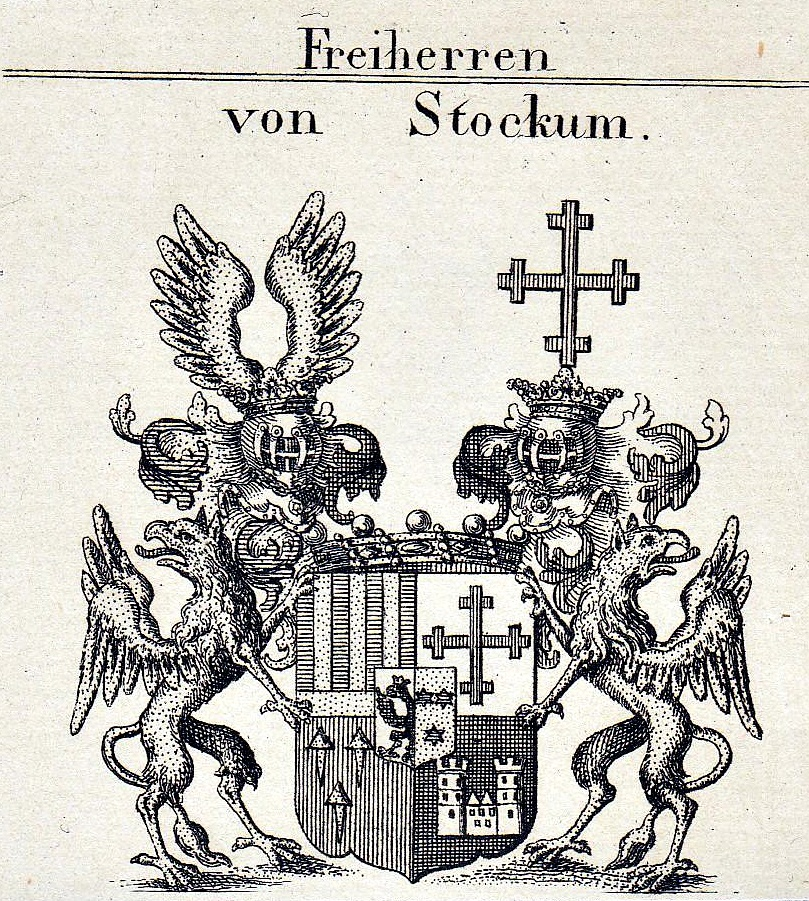
Familienwappen

Alphons Carl Christian von Stockum-Sternfels (* 5. November 1796 in Hanau; † 20. Juli 1857 in Germersheim) war ein bayerischer Generalmajor und Kommandant der Festung Germersheim.

## Leben und Wirken

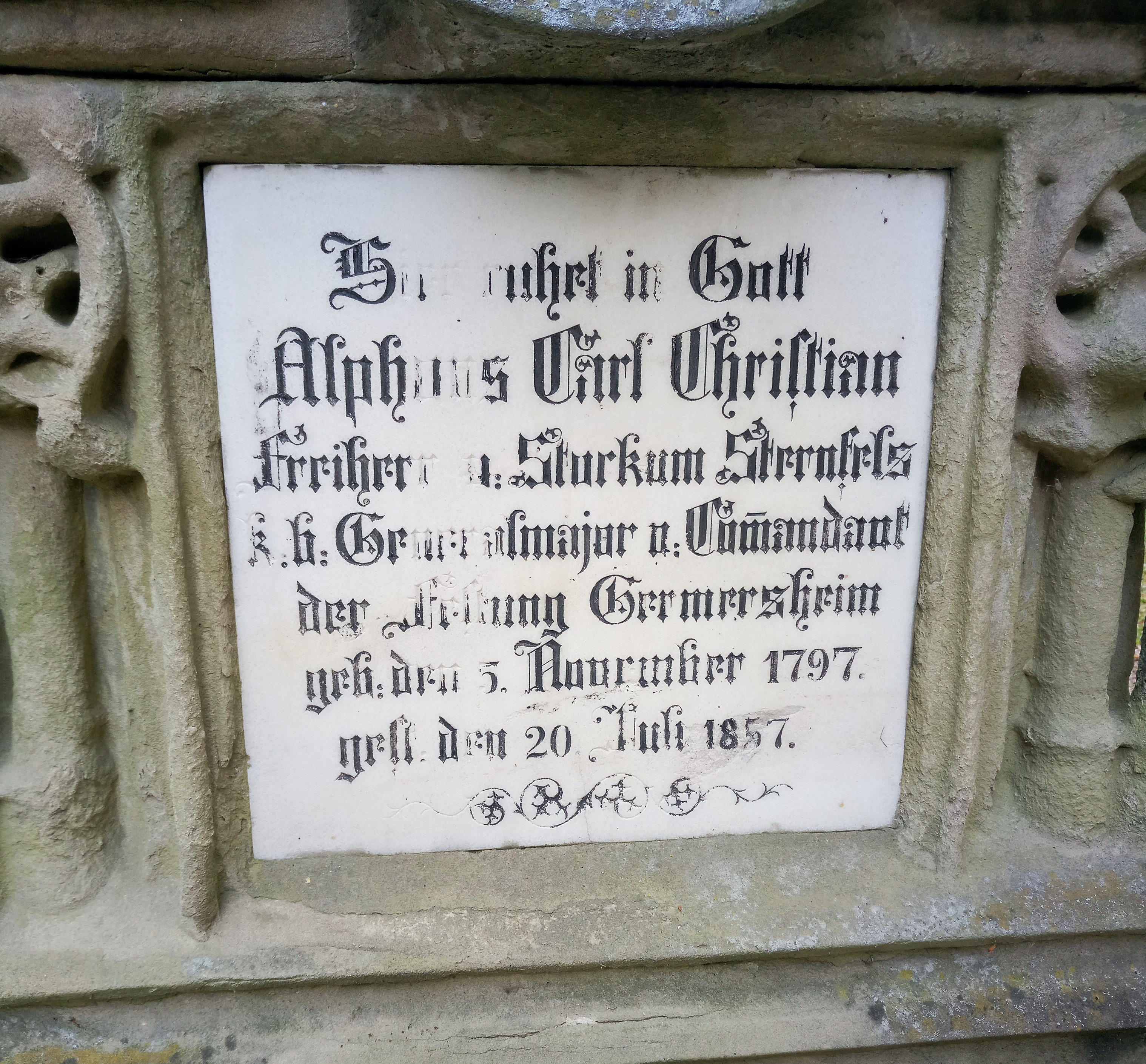
Grabinschrift

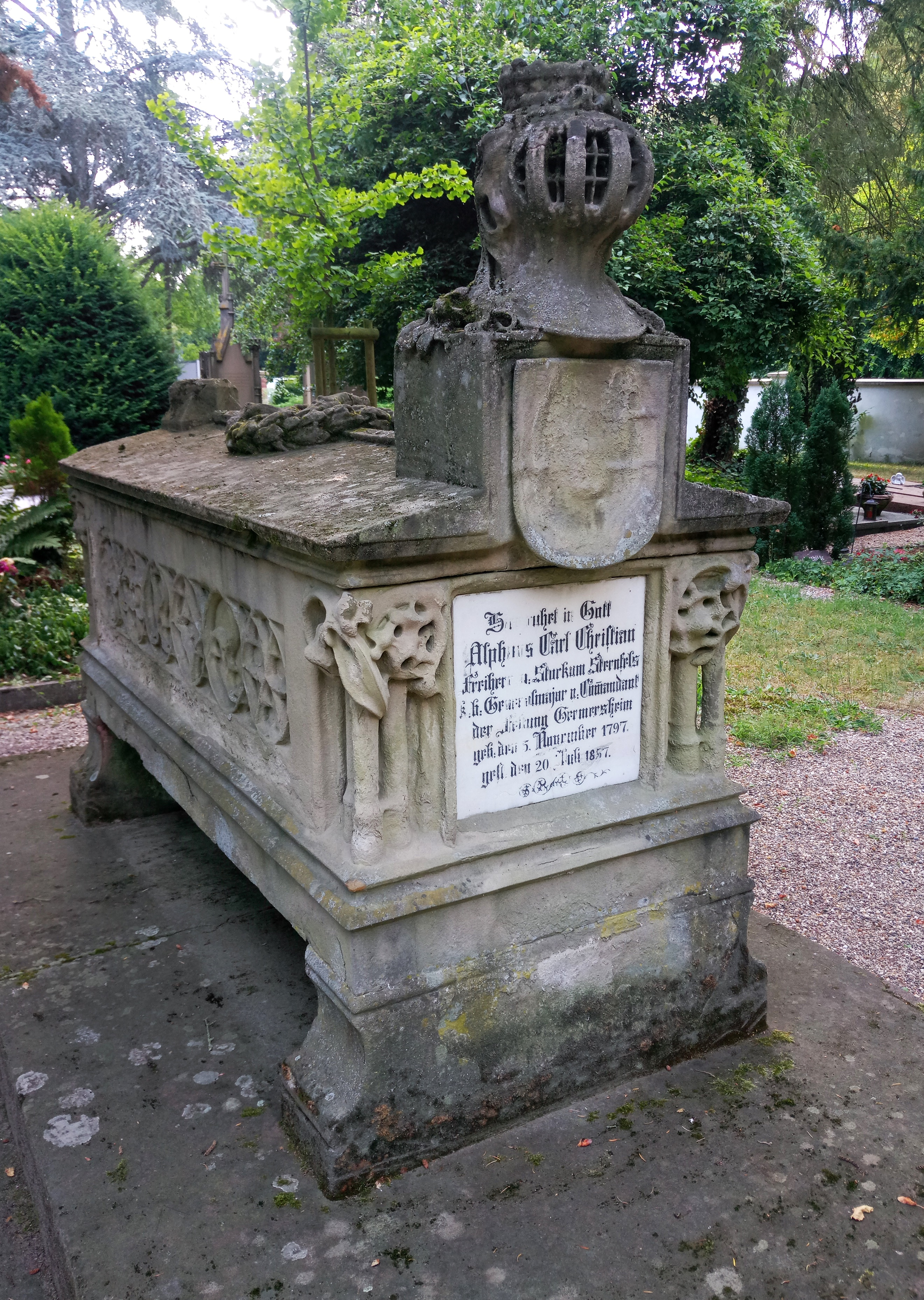
Tumba-Grab, Friedhof Germersheim

Er entstammte dem ursprünglich am Niederrhein beheimateten, freiherrlichen Adelsgeschlecht von Stockum, von dem sich ein Familienzweig Stockum-Sternfels nannte. Sein Vater, Friedrich von Stockum (1759–1834), amtierte als kurhessischer Geheimer Kriegsrat. Die Mutter, Susanna du Fay, war 1788, vor ihrer Heirat, als Edle von Sternfels nobilitiert worden. Ihnen gehörte in Hanau die Villa Stokkum. 1818 ließ sich die Familie in die Freiherrnklasse der Bayerischen Adelsmatrikel eintragen.
Alphons von Stockum-Sternfels gehörte zunächst dem Bayerischen Kadettenkorps an, diente bereits 1813 als Unterleutnant im 1. Bayerischen Chevaulegers-Regiment und kämpfte in der Schlacht bei Hanau.
1840 avancierte er zum Oberst und Kommandeur des 2. Bayerischen Kürassier-Regiments. 1853 beförderte man ihn zum Generalmajor und Kommandanten der Festung Germersheim.
Hier starb Alphons von Stockum-Sternfels nach längerer Krankheit, am 20. Juli 1857 Er wurde auf dem Friedhof Germersheim beigesetzt, wo sein Tumba-Grabmal erhalten ist.
Seit 1826 war er verheiratet mit Sally Cornelia Lavater, Tochter des Hanauer Kaufmanns Johann Carl Lavater. Aus der Ehe gingen fünf Töchter hervor.
Der bayerische Oberst Emil von Stockum-Sternfels (1792–1863), der als junger Mann noch bei den Lützowschen Jägern kämpfte und deshalb bestraft wurde, war sein Bruder. Die Schwester Elisabeth Luise Oktavie (1800–1868) war verheiratet mit dem kurhessischen Finanzminister Gerhard Heinrich von Motz.